# Liste der Untersuchungsausschüsse des Landtags Rheinland-Pfalz
Die Liste der Untersuchungsausschüsse des Landtags Rheinland-Pfalz umfasst durchgeführte Untersuchungsausschüsse seit 1947. Es werden der offizielle Titel der Ausschüsse genannt, ggf. deren umgangssprachliche Kurzbezeichnungen und ggf. der jeweilige Zeitraum aufgelistet.
Ein Untersuchungsausschuss im Landtag Rheinland-Pfalz kann gemäß Art. 91 Abs. 1 Satz 1 der Verfassung für Rheinland-Pfalz eingesetzt werden; bei einem Antrag von einem Fünftel der Abgeordneten hat der Landtag die Pflicht einen Untersuchungsausschuss einzusetzen bzw. zu beschließen. Bisher wurden 30 Untersuchungsausschüsse im Landtag von Rheinland-Pfalz eingesetzt.

## 1. Wahlperiode (1947–1951)
- Untersuchungsausschuss 1/1 zu den „Beschuldigungen gegen den Landtagspräsidenten Diel“ (Kurzbezeichnung: „LT-Präs. Diel“) (1947–1948)[2]
- Untersuchungsausschuss 1/2 zur „Kartoffelaktion – Großrazzien“ (Kurzbezeichnung: „Großrazzien“) (1947–1948)[3]
- Untersuchungsausschuss 1/3 zur „Ursache der Explosions-Katastrophe bei der BASF in Ludwigshafen“ (Kurzbezeichnung: „Explosion BASF“) (1948–1949)[4]
- Untersuchungsausschuss 1/4 „zur Regelung der Intendanturweinfrage“ („Intendanturwein“) (1950–1951)[5]

## 2. Wahlperiode (1951–1955)
- Untersuchungsausschuss 2/1 zu „Vorgänge um den Erwerb und den Bau des Hauses der Landesregierung in Bonn“ (Kurzbezeichnung: „Landeshaus Bonn“) (1952–1953)[6]
- Untersuchungsausschuss 2/2 zur „Rechtmäßigkeit der gestellten Elternanträge auf Errichtung von Konfessionsschulen“ (Kurzbezeichnung: „Konfessionsschulen“) (1953)[7]

## 3. Wahlperiode (1955–1959)
- Untersuchungsausschuss 3/1 zu „Finanzminister Dr. Nowack“ (Kurzbezeichnung: „Finanzminister Nowack“) (1958)[8]
- Untersuchungsausschuss 3/2 zum „Erwerb des Hauses Koblenz-Moselweiss, Moselufer 34 durch den Ministerpräsidenten Altmeier“ (Kurzbezeichnung: „Haus Moselweiss“) (1959)[9]

## 4. Wahlperiode (1959–1963)
- Es wurde kein Untersuchungsausschuss eingesetzt.[10]

## 5. Wahlperiode (1963–1967)
- Untersuchungsausschuss 5/1 zur „Untersuchung aller Vorgänge der Einstellung und Beförderung des Oberstaatsanwalts Drach und des ersten Staatsanwalts Wienecke“ (1965)[11]

## 6. Wahlperiode (1967–1971)
- Untersuchungsausschuss 6/1 zur „Überprüfung der rechtmäßigen Zusammensetzung des Gemeinderates in Neuhäusel betr. Gemeinderatsmitglied Grozan“ (1968–1969)[12]

## 7. Wahlperiode (1971–1975)
- Untersuchungsausschuss 7/1 „Aufklärung von Vorwürfen des versuchten Stimmenkaufs i.V.m. den Verbandsbürgermeisterwahlen in der Südpfalz“ (1972–1973)[13]
- Untersuchungsausschuss 7/2 zur „Aufklärung der Hintergründe der im Jahre 1969 begonnenen Grundstückskaufaffäre des Ministerialrats Dr. Egon Augustin in Germersheim und der Hintergründe der Ansiedlung eines Tanklagers im Bellheimer Wald“ (1974)[14]
- Untersuchungsausschuss 7/3 zur „Aufklärung des Vorwurfes des die Baader-Meinhof-Bande begünstigenden Verhaltens des Ministers des Innern im Zusammenhang mit der Veröffentlichung der Dokumentation in zweifacher Gestalt vom 22. November 1974“ (1974–1975)[15]

## 8. Wahlperiode (1975–1979)
- Untersuchungsausschuss 8/1 zur „Aufklärung der Vorwürfe im Zusammenhang mit den vorbereitenden Arbeiten, der Einführung und Durchführung des Projektes IPEKS durch die Landesregierung Rheinland-Pfalz“ (1977)[16]

## 9. Wahlperiode (1979–1983)
- Untersuchungsausschuss 9/1 zur „Behandlung von zwei Todesfällen in der JVA Mainz“ (1979–1980)[17]
- Untersuchungsausschuss 9/2 zur „Aufklärung des Verhaltens der Landesregierung im Zusammenhang mit Verstößen gegen das Weinrecht“ (1982)[18]

## 10. Wahlperiode (1983–1987)
- Untersuchungsausschuss 10/1 zur „Parteispenden“ (1984–1986)[19]
- Untersuchungsausschuss 10/2 zur „Strafsache Kanter“ (1985)[20]

## 11. Wahlperiode (1987–1991)
- Untersuchungsausschuss 11/1 zur „Vergabe von Spielbankkonzessionen und Rundfunklizenzen“ (1989–1991)[21]
- Untersuchungsausschuss 11/2 „Überprüfung des Genehmigungsverfahrens für das Atomkraftwerk in Mülheim-Kärlich“(1989–1991)[22][23]
- Untersuchungsausschuss 11/3 zur „Aufklärung des Verhaltens von Mitgliedern der Landesregierung und von leitenden Mitarbeitern des Landes sowie der Staatsanwaltschaft im Rahmen der strafrechtlichen Aufklärung der die Firma Pieroth betreffenden Glykolaffäre“ (1990–1991)[24][25][26]

## 12. Wahlperiode (1991–1996)
- Untersuchungsausschuss 12/1 zur „Gründung und Tätigkeit der Gesellschaft zur Beseitigung von Sonderabfällen (GBS)“ (1992–1994)[27]
- Untersuchungsausschuss 12/2 „Infiziertes Blut und infizierte Blutprodukte“ (1993–1994)[28]

## 13. Wahlperiode (1996–2001)
- Untersuchungsausschuss 13/1 zur „Konzeption und Tätigkeit der Sonderabfall Management Gesellschaft Rheinland-Pfalz mbH (SAM) sowie der mit der Aufsicht betrauten Organe und Personen“ (1997–1998)[29]
- Untersuchungsausschuss 13/2 „Zur Aufklärung von Verdächtigungen gegen öffentliche Bedienstete und Personen des öffentlichen Lebens im Zusammenhang mit Ermittlungen im Trierer Rotlichtmilieu“ (1998–2001)[30][31]
- Untersuchungsausschuß 13/3 „Daten- und Informationszentrum Rheinland-Pfalz (DIZ)“ (2001)[32]

## 14. Wahlperiode (2001–2006)
- Untersuchungsausschuss 14/1 „Heimerziehung statt Untersuchungshaft“ (2004–2005)[33]

## 15. Wahlperiode (2006–2011)
- Untersuchungsausschuss 15/1 zum „Arp-Museum“ (2008–2009)[34]
- Untersuchungsausschuss 15/2 zur „Nürburgring GmbH“ (2009–2011)[35]
- Untersuchungsausschuss 15/3 „CDU-Fraktionsfinanzen der Jahre 2003 bis 2006“ (2010–2011)[36]

## 16. Wahlperiode (2011–2016)
- Es wurde kein Untersuchungsausschuss eingesetzt.[37]

## 17. Wahlperiode (2016–2021)
- kein Untersuchungsausschuss

## 18. Wahlperiode (seit 2021)
- Untersuchungsausschuss 18/1 "Flutkatastrophe"[38]